# بخش پراس‌پکت، شهرستان ماریون، اوهایو
بخش پراس‌پکت (به انگلیسی: Prospect Township) یک منطقهٔ مسکونی در ایالات متحده آمریکا است که در شهرستان ماریون، اوهایو واقع شده‌است.
 بخش پراس‌پکت ۶۲٫۹ کیلومتر مربع مساحت و ۲٬۰۸۹ نفر جمعیت دارد و ۲۸۳ متر بالاتر از سطح دریا واقع شده‌است.